# 鷹栖城
鷹栖城（たかのすじょう）は、岡山県岡山市北区建部町下神目にあった戦国時代の日本の城（山城）。

## 概要
JR津山線が走る誕生寺川の谷底平野に面した標高約200メートルの丘陵突端に立地する。1923年（大正12年）刊の『久米郡誌』では「高栖営址」とし、美作菅氏の嫡流・有元氏の有元近江守の築城とする。
西向きに傾斜する丘陵稜線に複数の曲輪を段状に構え、最上部の曲輪の脇に土塁と井戸を設けているという。
1689年（元禄2年）に下神目村の菅善三郎が津山藩に提出した「下神目村書上」（『菅家文書』）によると、有元氏（あるいは漆間氏?）の庶流・菅納家俊（菅左近将監）が、同じく建部町下神目に所在する伊勢畑城の城主・赤松家盛の家臣として在城し、子の豊前守、孫の菅納家晴（五郎右衛門）へと続いたとされている。赤松氏滅亡の際に浦上宗景に領地を奪われたという。2011年（平成23年）刊『美作国の山城 改訂版』では下神目地域の土豪層の城であろうと推定されている。
なお当城跡についての情報は、上述『美作国の山城 改訂版』に解説があり、現在の岡山県の埋蔵文化財地図にも位置が掲載されているが、2020年（令和2年）刊の『岡山県中世城館跡総合調査報告書（第3分冊・美作国編）』では「下神目村書上」にみえる当城についての記載を紹介するのみで、実地調査の対象や、地域の城跡一覧および分布図には全く加えられていない。